# Norsko na Letních olympijských hrách 1988
Norsko na Letních olympijských hrách 1988 v jihokorejském Soulu reprezentovalo 70 sportovců, z toho 44 mužů a 26 žen. Nejmladším účastníkem byla Irene Dalby (17 let, 111 dní), nejstarším pak Alf Hansen (40 let, 70 dní). Reprezentanti vybojovali 5 medailí, z toho 2 zlaté a 3 stříbrné.

## Medailisté
| Medaile | Jméno | Sport             | Disciplína            |
| ------- | --- | ----------------- | --------------------- |
| Zlato   | Tor Heiestad | Sportovní střelba | muži                  |
| Zlato   | Jon Rønningen | Zápas             | řecko-římský do 52 kg |
| Stříbro | Ole Pollen Erik Bjørkum | Jachting          | družstvo mužů         |
| Stříbro | Alf Hansen Vetle Vinje Rolf Thorsen Lars Bjønness | Veslování         | Párová čtyřka - muži  |
| Stříbro | Ingrid Steen Heidi Sundal Cathrine Svendsen Karin Pettersen Karin Singstad Annette Skotvoll Hanne Hogness Vibeke Johnsen Kristin Midthun Susann Goksør Trine Haltvik Hanne Hegh Kjerstin Andersen Berit Digre Marthe Eliasson | Házená            | Turnaj žen            |